# بخش لاتهار
بخش لاتهار (به انگلیسی: Latehar district) یک منطقهٔ مسکونی در هند است که در Palamu division واقع شده‌است. بخش لاتهار ۳٬۶۵۹٫۵۹ کیلومتر مربع مساحت و ۷۲۶٬۹۷۸ نفر جمعیت دارد.